# Nghệ thuật Ba Lan

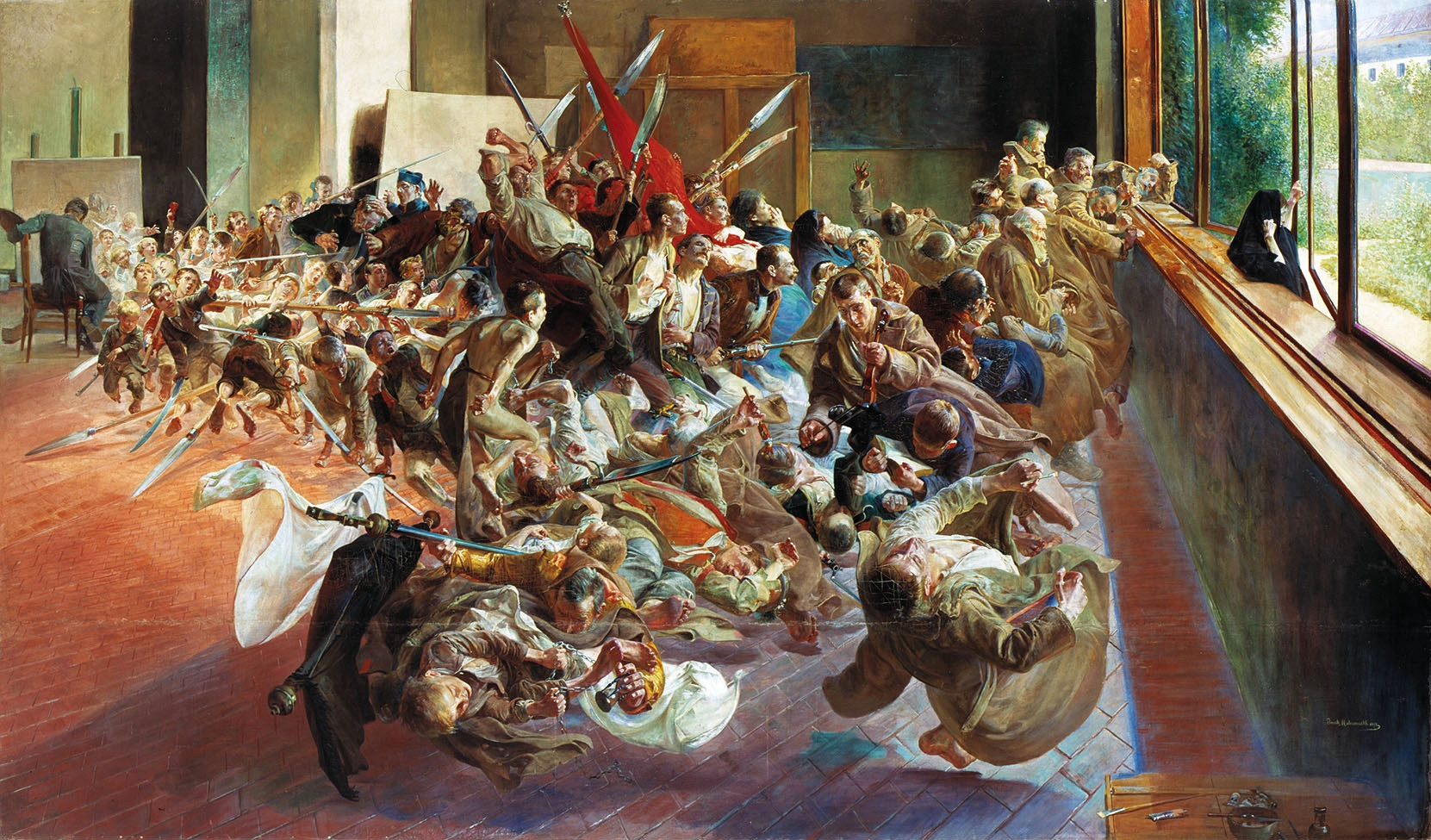
Sầu muộn (Melancholy, 1894), họa sĩ Jacek Malczewski

Trong bài viết này, nghệ thuật Ba Lan đề cập đến tất cả các mảng nghệ thuật thị giác tại quốc gia Ba Lan. 

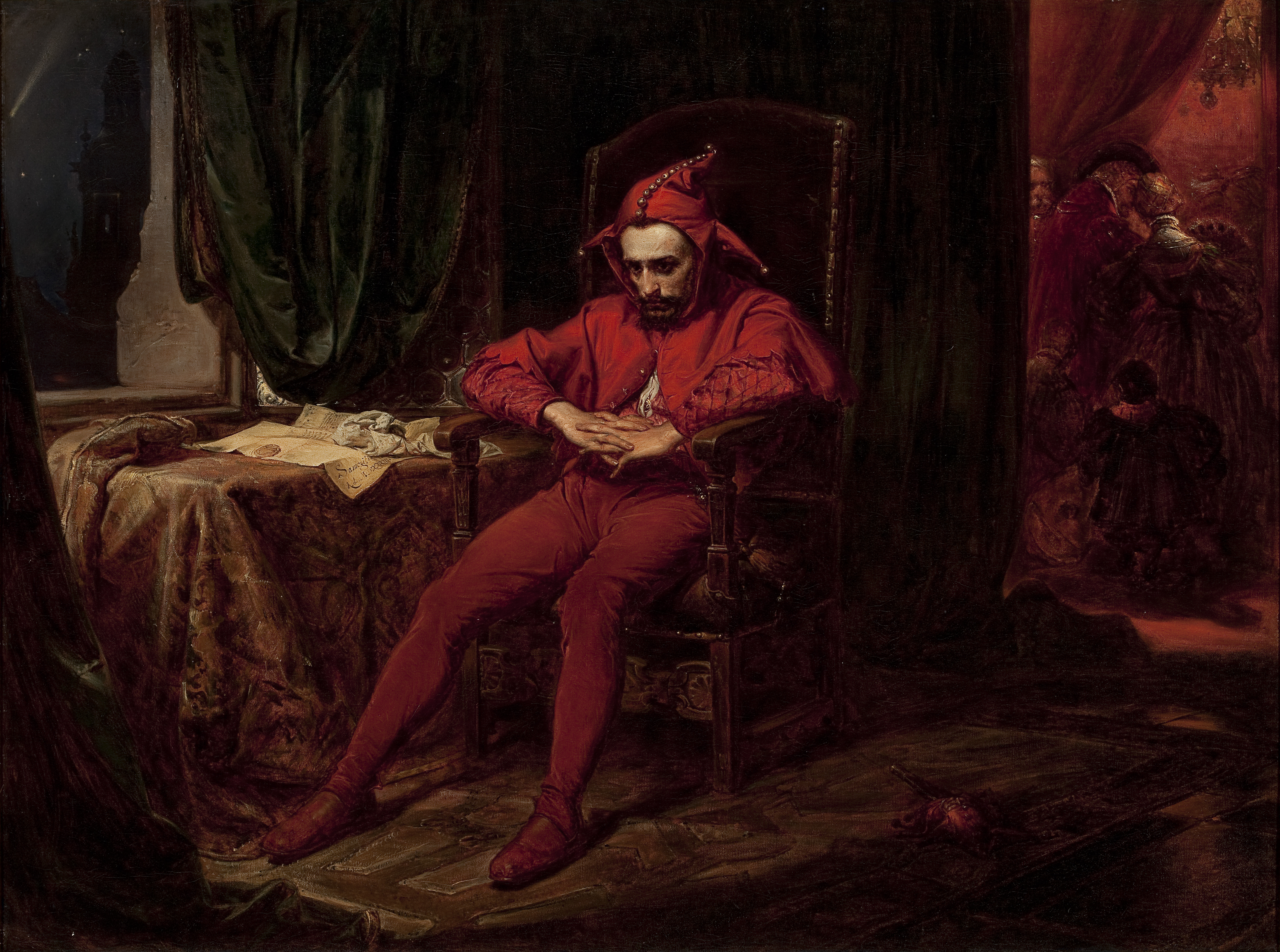
Stańchot (1862), họa sĩ Jan Matejko

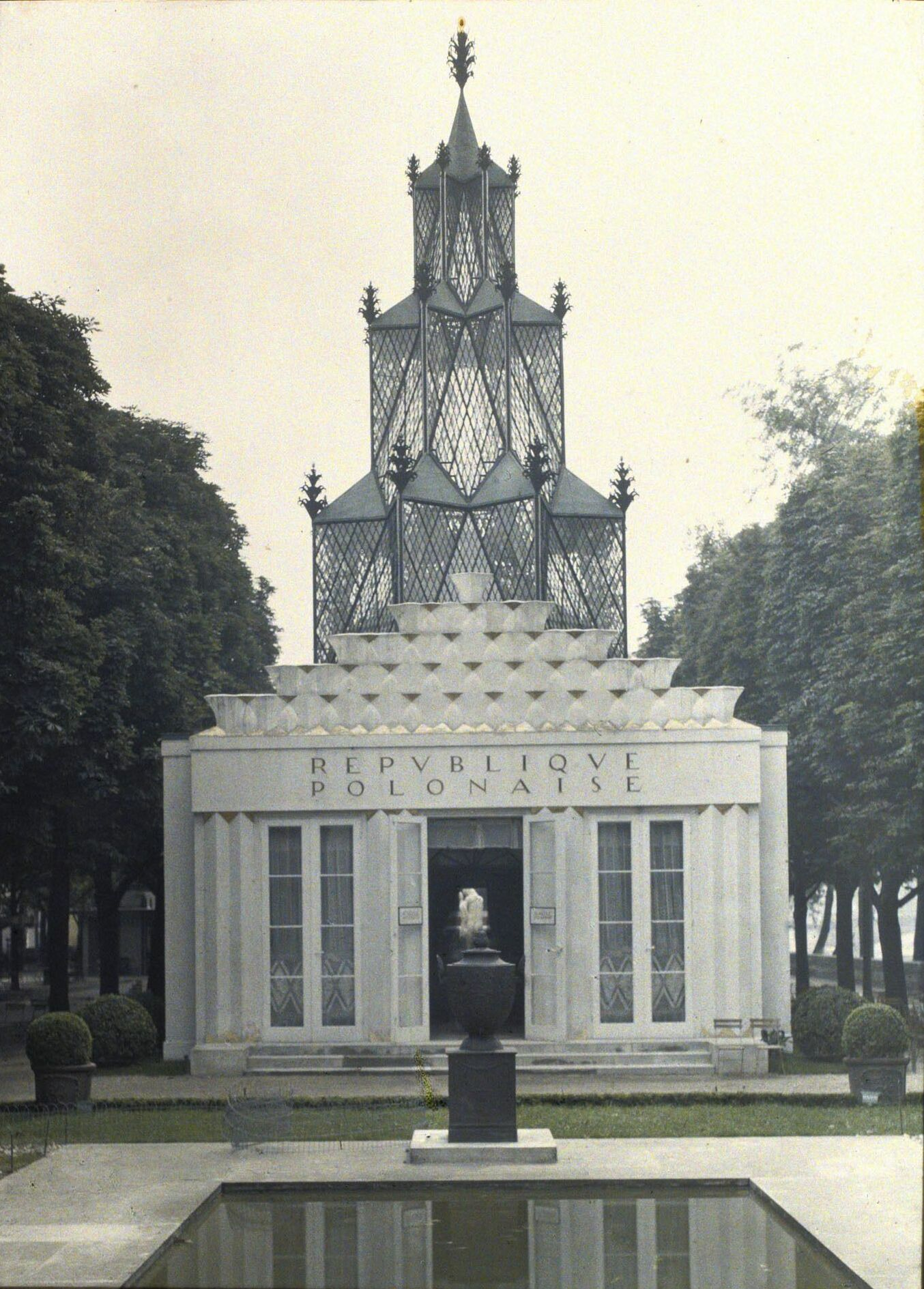
Józef Czajkowsk tại Paris, 1925.

## Thế kỷ XIX
Nghệ thuật Ba Lan phản ánh xu thế châu Âu nhưng vẫn mang những nét độc đáo riêng.
Trường phái vẽ tranh theo chủ nghĩa lịch sử tại Kraków do Jan Matejko phát triển, đã cho ra những bức vẽ hoành tráng về phong tục cũng như các sự kiện quan trọng trong dòng chảy lịch sử Ba Lan. Ông được coi là họa sĩ người Ba Lan nổi tiếng nhất, thậm chí được tôn lên là "họa sĩ dân tộc" Ba Lan. Stanisław Witkiewicz là người ủng hộ nhiệt tình cho chủ nghĩa hiện thực trong nghệ thuật Ba Lan, một trường phái do Jozef Chełmoński đứng đầu.
Phong trào Młoda Polska (tạm dịch: Ba Lan Trẻ) chứng kiến sự ra đời của nghệ thuật Ba Lan hiện đại. Các gương mặt tiêu biểu gồm Jacek Malczewski (tường phái Tượng trưng), Stanisław Wyspiański, Józef Mehoffer, và một nhóm họa sĩ dẫn đầu trường phái Ấn tượng.

## Thế kỷ XX
Nghệ thuật của Tadeusz Makowski chịu ảnh hưởng của chủ nghĩa Lập thể. Các nghệ sĩ đương đại nổi bật gồm Roman Opałka, Wilhelm Sasnal, Leon Tarasewicz, Jerzy Nowosielski, Wojciech Siudmak, Mirosław Bałka, Katarzyna Kozyra và Zbigniew Wąsiel. Tamara de Lempicka là nghệ sĩ Ba Lan sáng tác ra bức tranh Art Deco. Các nhà điêu khắc Ba Lan nổi tiếng nhất thời bấy giời gồm Xawery Dunikowski, Katarzyna Kobro, Alina Szapocznikow và Magdalena Abakanowicz.  Từ những năm giữa chiến tranh, nghệ thuật và tranh ảnh tư liệu của Ba Lan đã được công nhận trên toàn thế giới.
Sau chiến tranh, một số cá nhân và tập thể tiêu biểu cho nghệ thuật Ba Lan gồm: nhóm hội họa Kapists (gồm Jan Cybis, Jan Szancenbach, Artur Nacht-Samborski, Hanna Rudzka-Cybisowa), Andrzej Wroblewski, nhóm hội họa Grupa Krakowska (Tadeusz Kantor, Maria Jarema, Jerzy Nowosielski), các cá nhân như Piotr Potworowski, Władysław Hasior, Ludwik Konarzewski, Jerzy Duda-Gracz, Zdzisław Beksiński.
Vào những năm 60, Trường phái tranh tuyên truyền Ba Lan được thành lập. Henryk Tomaszewski và Waldemar Świerzy là người đứng đầu.

## Nghệ thuật đương đại từ năm 1989
Một số gương mặt quan trọng nhất của nghệ thuật đương đại là Wilhelm Sasnal, Rafał Bujnowski, Józef Robakowski, Paweł Althamer, Artur Żmijewski, Mirosław Balka, Leszek Knaflewski, Robert Kuśmirowski, Zuzanna Janin, Krzysztof Wodiczko, Paulina Ołowska, Katarzyna Kozyra, Joanna Rajkowska và Gruppa Azorro.

Nhiều phòng trưng bày độc lập chủ yếu đặt tại Warsaw, Krakow và Poznań đóng một vai trò quan trọng. Ở nhiều thành phố, các bảo tàng nghệ thuật hiện đại đang được xây dựng, tập hợp không chỉ các bức tranh nghệ thuật trong nước mà cả ở trên trường quốc tế (Krakow, Wrocław, và Toruń). Tại Warsaw, Bảo tàng Nghệ thuật Hiện đại là nơi trưng bày các tác phẩm nghệ thuật đương đại quốc tế. Bảo tàng mở cửa cho công chúng tham quan kể từ năm 2013. 

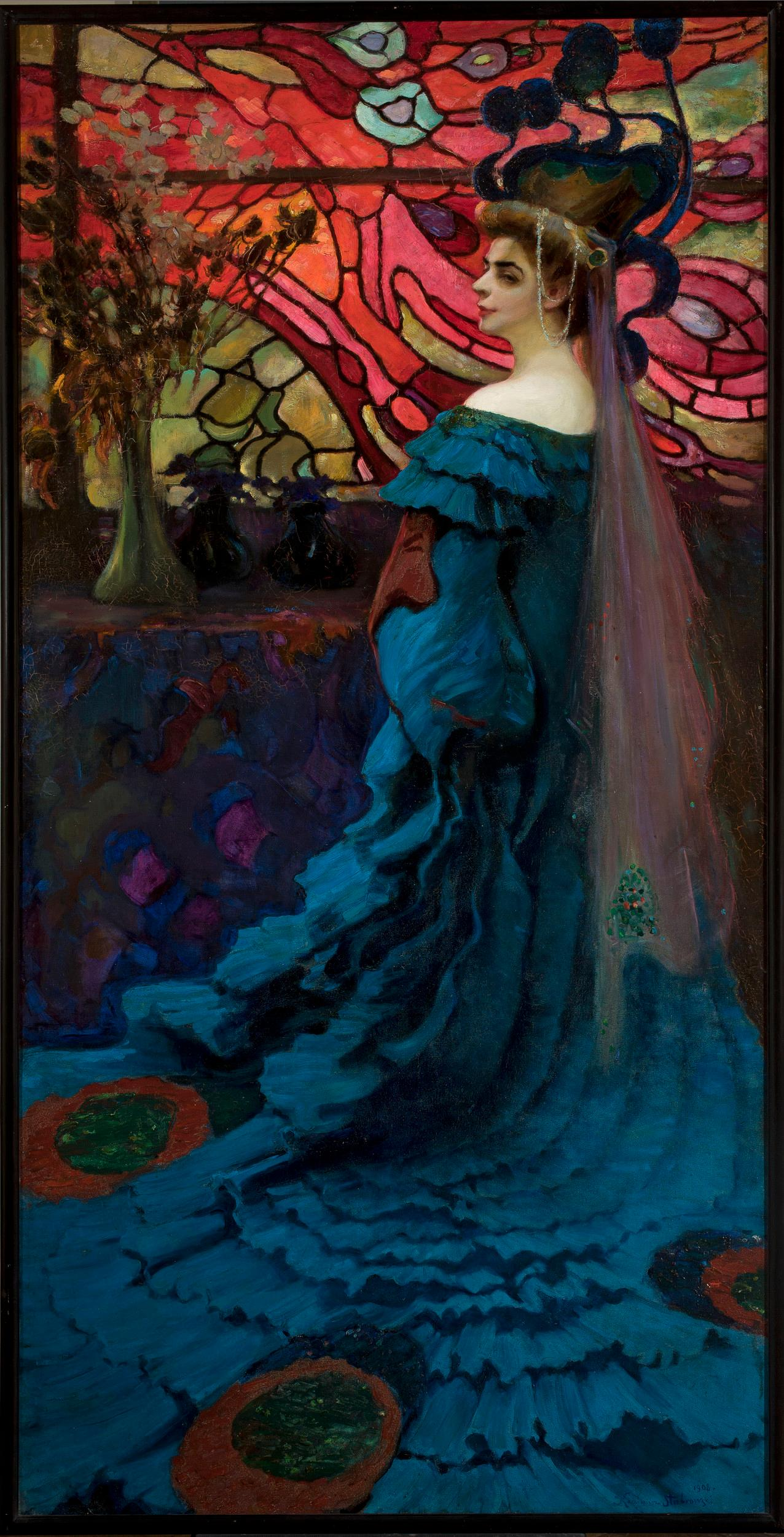
Bức tranh Công. Chân dung Zofia Borucińska do họa sĩ Kazimierz Stabrowski sáng tác năm 1908

## Bộ sưu tập
Các nhà nghệ thuật Ba Lan tiên phong
- Schultz
(1615–1683)
- Michałowski
(1800–1855)
- Matejko
(1838–1893)
- Malczewski
(1854–1929)

- Siemiradzki
(1843–1902)
- Wyspiański
(1869–1907)
- Witkiewicz "Witkacy"
(1885–1939)
- Beksiński
(1929–2005)